# Everything Is Great
Everything Is Great är ett musikalbum från 1979 med den jamaicanska reggaegruppen Inner Circle. Bandet bestod av Jacob Miller, lead vocals, Ian Lewis basgitarr, Roger Lewis, rytmgitarr, Bernard Harvey, keyboard, Calvin McKenzie, trummor, Charles Farquharson, keyboard, David Jahson, percussion och Joe Ortiz, lead guitar.

## Låtförteckning
1. "Music Machine"
2. "Mary Mary"
3. "Stop Breaking My Heart"
4. "Roots Rock Symphoni"
5. "Everything Is Great"
6. "Playing It"
7. "We 'A' Rockers"
8. "I've Learned My Lesson"